# Chimarra blepharophera
Chimarra blepharophera är en nattsländeart som beskrevs av Oliver S. Flint Jr. 1998. Chimarra blepharophera ingår i släktet Chimarra och familjen stengömmenattsländor. Inga underarter finns listade i Catalogue of Life.